# Пауль Арісте
Па́уль А́рісте (ест. Paul Ariste; 3 лютого 1905 — 2 лютого 1990) — естонський вчений мовознавець, академік Естонської АН (1954).

## Життєпис
Закінчив Тартуський університет 1929. З 1933 викладав у цьому університеті на катедрі естонського та фіно-угорського мовознавства. З 1944 — професор.
Автор більш як 400 наукових робіт.
Основні праці присвячені естонській і прибалтійсько-фінським мовам та діалектам, проблемам загального фіно-угорського мовознавства. Арісте брав участь у складанні двомовних та діалектологічних словників з різних прибалтійсько-фінських мов. Йому належить велика заслуга в підготовці наукових кадрів — спеціалістів з фіно-угорських мов, в тому числі і удмуртської. Під його керівництвом захистили кандидатські дисертації доктора філологічних наук І. В. Тараканов та М. Г. Атаманов, а також український мовознавець Орест Ткаченко.
Арісте був організатором та головним редактором міжнародного журналу «Радянське фіно-угрознавство» (з 1990 року «Linguistica Uralica»). Почесний член Фіно-угорського товариства (Фінляндія), почесний член Фінської та Угорської АН.